# Католички богословни факултет Свеучилишта у Загребу
Католички богословни факултет Свеучилишта у Загребу, скраћено КБФ, једна је од 29 факултета Свеучилишта у Загребу.

## Историја
Факултет баштини традицију филозофско-теолошких студија које је покренуо загребачки бискуп Стјепан II Бабонић (1227—1247). Аугуст Кажотић (1303—1322), један од Бабонићевих насљедника, основао је катедралну школу с одсјецима слободних вјештина (лат. artes liberales) и теологије с нагласком на изучавање библијских, патристичких и схоластичких текстова.
Сјемениште Јурја II Драшковића (1563—1578) са хуманистичком школом и Језуитски колегију (1633) у Грацу, били су претходнице академије (1662) коју је цар и краљ Леополд I повељом 23. септембра 1669. уписује у генералне студије хабзбуршке круне са правима и повластицама које одговарају универзитетима. Царску повељу је 3. новембра 1681. ратификовао Хрватски сабор. Програм из 1673. предвиђа теоретски и практични дио студија на катедрама филозофије, догматске и моралне теологије, поред којих се временом организују и катедре канонског права (1726/27), контроверзистике (1747/48), библијских језика, црквене историје и реторике (1757/58).
Послије укидање језуитског реда (1773) царица и краљица Марија Тереза, загребачки генерални студиј је преуредила у „Краљевску академију наука” с три факултета: филозофски, богословски и правни. Од 1784. Богословни факултет је дјеловао у саставу Загребачког сјеменишта.
Током засједања Хрватског сабора 11. марта 1869. усвојен је закон о успостављању свеучилишта у Загребу, а земаљској влади се налаже да надбискупски лицеј преуреди у теолошки факултет. У Загребу је 1874. основано савремено Хрватско свеучилиште, а које је закону од 5. јануара исте године и повељи цара Франца Јозефа три мјесеца касније треба отворити четворогодишњи богословни факултет.
Значајна реорганизација наставног плана Богословног факултета спроведена је 1935. у складу са захтјевима апостолске конституције Deus scientiarum Dominus. Нову ratio studioroum 1937. потврдила је конгрегација за сјеменишта и свеучилишта, чиме је загребачки Богословни факултет изједначен с другим црквеним свеучилиштима признатим од Свете столице.
Почетком 1952. Влада Народне Републике Хрватске донијела је рјешење којим је Римокатолички богословни факултет укинут као факултет Свеучилишта у Загребу. Тим је факултет дефакто, али не дејуре, престао бити састави дио Загребачког свеучилишта. Богословни факултет је заузимање декана проф. др Вилима Кајбаха, уз подршку хрватских бискупа, наставио дјеловати искључивао као црквена високошколска установа пуних 38 година.
Извршно вијеће Сабора Републике Хрватске 1990. прогласила је неважећим рјешење Владе НР Хрватске из 1952. године. Том одлуком сви акти Богословног факултета (дипломе, именовања професора итд.) који су у периоду 1952—1990. важили само као pro foro ecclesiastico, постали су и pro foro civili.
Скупштина Свеучилишта у Загребу донијела је одлуку 26. фебруара 1991. којом се утврђује да је КБФ члан Свеучилишта и да непрекидно постоји од оснивања Свеучилишта.

## Студији
На Католичком богословном факултету постоје слиједећи студији:
- Филозофско-теолошки
- Теолошко-религијске науке — преддипломски и дипломски
- Црквена музика
- Црквена музика — музичка педагогија
- Црквена музика — грегоријанка
- Теологија — лиценцијатски и докторски
- Цјеложивотно образовање

## Катедре
Католички богословни факултет има 14 катедри, које се могу посматрати кроз четири наставна подручја — библијски, историјски, системски и практично. Катедре су:
- Филозофија
- Свето писмо Старог завјета
- Свето писмо Новог завјета
- Фундаментална теологије
- Историја хришћанске литературе и хришћанске доктрине
- Догматска теологија
- Морална теологија
- Пасторална теологија
- Екуменска теологија
- Литургика
- Црквена историја
- Канонско право
- Религијска педагогија и катехетика
- Социјалне доктрине Цркве

## Организација
Теологија у Ријеци је подручно одјељење Католичког богословног факултета. На КБФ постоји неколико института који се могу подијелити на научно-наставне и научно-истраживачке. Научно-наставни су институти за религијске науке, црквену музике и теолошку културу, а научно-истраживачки су хрватски мариолошки, за црквену историју, библијски и за екуменску теологију и дијалог.